# Olathe (Kolorado)
Olathe – miasto w Stanach Zjednoczonych, w stanie Kolorado, w hrabstwie Montrose.